# レバレジーズ presents MUSIC COUNTDOWN 10&10
『レバレジーズ presents MUSIC COUNTDOWN 10&10』（レバレジーズ プレゼンツ ミュージック カウントダウン テン アンド テン）は、LuckyFM茨城放送で2021年5月23日より放送しているラジオのカウントダウン番組である。Leveragesグループの一社提供。
この項では、前身の番組『MUSIC COUNTDOWN 10&10（ミュージック カウントダウン テン アンド テン）』についても記述する。

## 概要
2021年1月10日、茨城放送アナウンサー（当時）・蓑輪史織がパーソナリティを務める『MUSIC COUNTDOWN 10&10』として放送を開始した。放送時間は9:15 - 11:15（同年4月より9:30開始に変更）だった。
同年5月23日、レバレジーズがスポンサーとなり、放送時間を午後に移動し『レバレジーズ presents MUSIC COUNTDOWN 10&10』の番組名となる。パーソナリティもオズワルドに交代した。原則として放送数日前に撮って出し（疑似生放送）方式での事前収録を行っている。
また、日曜午後 - 夕方枠で放送していた、太田絵里子が担当する『Sundayミュージックアワー→Sundayミュージックオンリクエスト』は、17:45開始を経て、2021年10月からは19:00に放送している。
スタッフはオズワルドが音楽に詳しくないことを理解した上で起用しており、知らなかったら知らないと言っても良いというスタンスを貫いている。そのため、ランキング入りしたアーティストについて憶測や予想で人物像などを語ることがある。
2021年7月より茨城放送（LuckyFM）が首都圏1都6県でも聴取可能となることを受け、首都圏を意識した番組の一環として制作された。
チャートはオリコンランキング、ビルボードランキング、Spotify、LuckyFM茨城放送へのリクエストのデータを参考にし、15時台は洋楽ランキング、16時台は邦楽ランキングを紹介している。年末の放送ではその年の年間チャートを紹介している。
番組の公式ハッシュタグは「#mc1010」で、番組内で投稿を紹介することもある。また、番組のエンディングで流れる曲（殿堂入り）を公式ツイッターのアンケートで決めている。
2021年12月31日に番組公式noteを開設し、2022年1月2日の放送以降番組放送後記を更新している。またこの回より番組オリジナルステッカーを採用不採用に関係なく、毎週3名にプレゼントしている。2022年7月3日の放送からはLuckyFM Green Festivalのステッカーもセットでプレゼントしていた。
2022年7月23日、24日に開催されたLuckyFM Green Festivalは総合司会をアナウンサーの大島千穂、菊地真衣が務め、総合司会の発表から開催当日まで関連したコーナーを展開していた。24日の放送は現地からの生中継を交えた放送やコーナーを届けた。
2024年3月31日の放送で放送150回を迎えた。

## 放送時間
| 放送期間        | 放送時間             | 放送局          | 対象地域 | 備考     |
| --------------- | -------------------- | --------------- | -------- | -------- |
| 2021年5月23日 - | 日曜日 15:00 - 17:00 | LuckyFM茨城放送 | 茨城県   | [ 注 3 ] |

## コーナー

### 現在のコーナー
ミュージック喫茶 ハタナカ
畠中がリスナーの悩みにあった選曲をするコーナー。
ピックアップオズニュース
洋楽ランキング1位の発表前におこなうコーナーで、オズワルドが気になったニュースを紹介している。
オズ・レコメンド!!!
オズワルドがオススメしたい曲を16時台の1曲目として流している。M-1グランプリ出場に際しては2021年度も2022年度も「オズにレコメンド!!!」と題し、応援ソングを募集している。この時に寄せられた楽曲はSpotifyのプレイリストにまとめられている。2022年5月29日からは「LuckyFes・レコメンド!!!」と題してLuckyFesの出演アーティストをレコメンドしている。
一番えらい伊藤の○○な人へ
2022年5月8日の放送から「レバレジーズ ショムニ課長 伊藤」としてコーナー案を募集し、2022年5月29日の放送で「一番えらい伊藤の○○な人へ」に決まった。「○○へ+ひとこと」という文章形式で誰かに伝えたいけど伝えられない悩みやボヤキなどを募集している。メッセージを紹介する度にがとんねるずの「一番偉い人へ」が流れるのがお決まりとなっている。
この他、普通のお便りなどを募集している。

### 過去のコーナー
ナイジェリア・サイコロトーーーーーク!!!
「ナ・イ・ジ・ェ・リ・ア」と書かれたサイコロを振って出た目のお題で畠中がトークしていたコーナー。
ABCサイコロトーーーーーク!!!
ナイジェリア・サイコロトーーーーーク!!!の派生コーナー。ABCDEFから始まる6つの英単語の目が書かれたサイコロを振って出た目のお題でトークするコーナー。
YOASOBI雑学
YOASOBIの楽曲がランクインした時におこなっていたコーナー。YOASOBIにまつわる嘘の雑学を募集していた。
BTSって何の略
BTSの楽曲がランクした時におこなっていたコーナー。BTSが何の略なのか募集していた。
レバレジーズCSO 伊藤
リスナーから就活や転職、仕事の悩みを川柳にして募集、紹介するコーナー。CSOはチーフ・川柳・オフィサーの略。2021年10月以降より採用された川柳は番組内のCMに使用されている。2022年5月1日の放送で伊藤がレバレジーズ庶務二課への異動となり終了した。
オズワルド伊藤の自分を追い込むネタ企画
邦楽ランキングにランクインしたアーティストの趣味や夢などお題に対することを妄想で発表していくネタコーナー。リスナーからお題も募集している。
今週のBESTY情報
BE：FIRSTの楽曲がランクインしたことをきっかけに増えたBE:FIRSTのファン（BESTY）のメッセージを紹介したり、情報を発信する。

## ゲスト
2021年8月以降、月に1回程度（ゲストなしの月もある）ゲストを呼んでいる。

### 2021年
- 8月 - ヒグチアイ[29]
- 9月 - T字路s[30]
- 10月 - Rover・MOCA（ベリーグッドマン）[31]
- 11月 - chelmico[32]
- 12月 - 真山りか・星名美怜（私立恵比寿中学）[33]

### 2022年
- 1月 - 鬼越トマホーク【代理MC】[34]、ゆにばーす【代理MC】[35]

- 2月 - 囲碁将棋【代理MC】[36]、スズキユウスケ・スズキナオト（オレンジスパイニクラブ）[37]
- 3月 - ヒグチアイ[38]、マハラージャン[39]
- 5月 - アイロンヘッド[40]
- 6月 - 星野一成[41]
- 7月 - SIRUP （※LuckyFM Green Festivalでのライブ後、飛び入りで出演。）[42][43]
- 8月 - SOTA・MANATO（BE：FIRST）[44]
- 9月 - 柏木ひなた・安本彩花（私立恵比寿中学）[45]
- 10月 - 詩羽（水曜日のカンパネラ）[46]
- 11月 - MOROHA[47]
- 12月 - T字路s[48]

### 2023年
- 1月 - ヒグチアイ[49]、ALI[50]
- 2月 - スズキユウスケ・スズキナオト（オレンジスパイニクラブ）[51]
- 4月 - Rover（ベリーグッドマン）【100回記念】[52]、シンクロニシティ[53]
- 5月 - KAIRYU・EIKI（MAZEL）[54]
- 6月 - 谷口鮪・古賀隼斗（KANA-BOON）[55]
- 8月 - スズキユウスケ・スズキナオト（オレンジスパイニクラブ）[56]
- 9月 - JUNON・SHUNTO（BE：FIRST）[57]
- 10月 - 川谷絵音・佐藤栄太郎（indigo la End）[58]
- 12月 - 落合希来里・本田珠由記（≠ME）[59]、chelmico[60]

### 2024年
- 1月 - T字路s[61]
- 2月 - 奥華子[62]
- 3月 - ダンビラムーチョ[63]、ヨネダ2000[64]
- 4月 - RIP SLYME[65]、Tama[66]
- 5月 - 市川優月・小島はな（AMEFURASSHI）[67]
- 8月 - 川﨑桜（乃木坂46）[68]

## 特別回・エピソード
- 2022年6月19日放送分はレバレジーズの本社で収録した模様を放送した[69]。
- 2022年7月3日の放送では畠中が歌う「まぁいいさ」を地上波初オンエアした[70]。7月10日の放送では前週に不適切な発言があった事を謝罪するアナウンサーによるコメントが流れた。
- 2024年8月18日の放送では川﨑桜（乃木坂46）がゲストとしては番組史上初めて冒頭から2時間丸々出演した[68]。

### 誕生日関連
- 2021年8月8日の放送では伊藤の誕生日祝いとして、DJ KOO、渡瀬マキ、伊東妙子（T字路s）からサプライズコメントが届いた[71]。
- 2021年12月5日の放送では畠中の誕生日祝いとして、DJ KOO、YOASOBI、ヒグチアイからサプライズコメントが届いた。
- 2022年8月14日の放送では伊藤の誕生日祝いでALIからのサプライズコメントが届いた[72]。
- 2022年12月11日の放送では畠中の誕生日を祝うコメントとM-1の応援コメントがTHE ALFEEの坂崎幸之助から届いた[73]。

### ランキング関連
- 2021年8月22日・29日の放送では、私立恵比寿中学の楽曲「イヤフォン・ライオット」がランクインした。オズワルドはMBSラジオ『エビ中☆なんやねん』で共演しているため、テンションが上がり、私立恵比寿中学の裏話などをした[74][75]。
- 2021年12月26日の放送では番組オリジナルの年間総合ランキングを紹介した[76]。2022年度も実施した。
- 2022年5月1日の放送で初回から49週に渡ってランクインしていた優里の楽曲が圏外となった[26]。なお、2022年1月16日の放送で「ドライフラワー」が初の圏外となっていた[22]。
- 2022年10月23日の放送でAdoの「新時代」が邦楽ランキングにおいて10週連続で1位を獲得し、殿堂入りした[77]。また、2023年12月10日の放送では「唱」も殿堂入りした[78]。

### 遅刻・代演
- 2021年8月15日、2022年4月17日の放送は伊藤が遅刻し、途中まで畠中が1人でパーソナリティを務めた[79][80]。2023年1月8日の放送では畠中が遅刻し、途中まで伊藤の1人進行となった[81]。
- 2022年1月23日は、全国都道府県対抗男子駅伝が広島県で行われる予定だった[注 4]ため、この日は前もって15:15 - 17:15の15分ずらしの放送に変更[注 5]されたうえ、この回は、同じ東京吉本所属の鬼越トマホークがピンチヒッターを務めた。これは畠中がコロナ陽性反応の認定を受けたのと、伊藤が濃厚接触者の疑いがもたれているためによるもの。さらにそれ以後もオズワルド2人ともそれぞれコロナ被害の該当者となっているため休演となり、2022年1月30日は同じ東京吉本のゆにばーす、2月6日は囲碁将棋が代演を務め、2月13日放送分からオズワルドが復帰した。
- 2023年2月19日の放送は伊藤が体調不良のため、畠中が1人で担当した[82]。